# Miramar Basket Ball Club
El Miramar Basket Ball Club es un club de baloncesto del barrio del Buceo, Montevideo, Uruguay. Fue fundado el 29 de enero de 1953 como una subcomisión del Club Sportivo Miramar. Compite profesionalmente en DTA, tras haber descendido en 2023.

## Historia
En 1996, logra el ascenso para jugar el Torneo Federal de 1997. Sin embargo, ese mismo año desciende y vuelve a la segunda categoría.
En 2015, es campeón de la DTA, habiendo ganado 17 partidos y perdiendo sólo 1 frente a su clásico rival, el Club Atlético 25 de Agosto, con el cual tiene una fuerte rivalidad debido a la cercanía de la cancha de uno y otro. Esta rivalidad es llamada “Clásico de Villa Dolores” debido a que el 25 de Agosto tiene su sede en la calle Bado, en ese barrio, y Miramar en Parque Batlle, un barrio de la zona. 
Al ser campeón de la DTA, obtien el ascenso directo para jugar el Torneo Metropolitano el próximo año.
Luego de este hecho, supo mantenerse en la segunda categoría.
Actualmente, el club disputa el torneo de DTA.

## Jugadores
| Plantel 2017         | Plantel 2017 | Plantel 2017      | Plantel 2017 | Plantel 2017        | Plantel 2017 |
| -------------------- | ------------ | ----------------- | ------------ | ------------------- | ------------ |
| Número               | Nacionalidad | Nombre de Jugador | Posición     | Fecha de Nacimiento | Altura       |
| 2                    | URU          | f . tournier      |              |                     |              |
| 5                    | URU          | E. RABINOVICH     |              | 1995-03-28          |              |
| 8                    | URU          | M. LOPEZ          | C            | 1986-06-12          | 197          |
| 9                    | URU          | Y. ACEVEDO        |              | 1997-01-11          |              |
| 10                   | URU          | F. GARCIA         |              | 1996-11-01          |              |
| 11                   | URU          | F. MASNER         |              | 1995-09-12          |              |
| 13                   | URU          | M. NICOLETTI      | F            | 1994-06-05          | 193          |
| 14                   | URU          | I. ASARAVICIUS    | F            | 1995-04-16          | 193          |
| 16                   | URU          | M. MODERNELL      |              | 1996-11-14          | 188          |
| 18                   | URU          | G. MOREIRA        |              | 1996-06-07          |              |
| 20                   | URU          | N. LAVEGA         |              |                     |              |
| 24                   | URU          | M. TRELLES        | PG           | 1996-01-24          | 187          |
| 30                   | URU          | J. ROVETA         |              | 1996-10-07          |              |
| 31                   | URU          | M. NESSI          | G            | 1994-04-13          | 180          |
| 42                   | USA          | N. WADDELL        | C            | 1990-07-13          | 200          |
| 4                    | USA-URU      | R. BLANKSON       | C            | 1980-02-17          | 201          |
| Extranjeros cortados |              |                   |              |                     |              |
| 7                    | USA          | J. FAHNBULLEH     | C            | 1985-04-27          | 200          |
| Cuerpo técnico       |              |                   |              |                     |              |
|                      | URU          | E. YAQUINTA       | DT           |                     |              |

## Palmarés

### Títulos nacionales
- Campeón del Campeonato Federal de Segunda de Ascenso (1): 1996
- Campeón de la Liga Uruguaya de Ascenso (1): 2019
- Campeón de la Tercera de ascenso (2): 2015, 1965
- Subcampeón de la Tercera de ascenso (1): 2008.
- Campeón de la Cuarta de ascenso (1): 1960